# Urbandale (Iowa)
Urbandale es una ciudad ubicada en el condado de Polk en el estado estadounidense de Iowa. En el Censo de 2010 tenía una población de 39463 habitantes y una densidad poblacional de 694,35 personas por km².

## Geografía
Urbandale se encuentra ubicada en las coordenadas 41°38′12″N 93°46′47″O / 41.63667, -93.77972. Según la Oficina del Censo de los Estados Unidos, Urbandale tiene una superficie total de 56.83 km², de la cual 56.77 km² corresponden a tierra firme y (0.11%) 0.06 km² es agua.

## Demografía
Según el censo de 2010, había 39463 personas residiendo en Urbandale. La densidad de población era de 694,35 hab./km². De los 39463 habitantes, Urbandale estaba compuesto por el 91.1% blancos, el 2.77% eran afroamericanos, el 0.11% eran amerindios, el 3.5% eran asiáticos, el 0.03% eran isleños del Pacífico, el 0.82% eran de otras razas y el 1.67% pertenecían a dos o más razas. Del total de la población el 3.09% eran hispanos o latinos de cualquier raza.